# Julie Maisongrosse
Julie Maisongrosse (Colombia, 19 maart 1988) is een golfprofessional uit Frankrijk. Ze is de jongste kampioene die Frankrijk ooit gekend heeft.

## Amateur
In 2002, 2004 en 2005 speelde Julie in het nationale jeugdteam. In 2009 won ze 11 toernooien in Frankrijk, en werd ze 4de bij de Tourschool.

### Gewonnen
- 2004: Nationaal Kampioenschap (mini = onder 18 jaar)
- 2005: Nationaal Kampioenschap Matchplay en Strokeplay (dames en jeugd t/m 21 jaar), Trophée Claude Roger Cartier

## Professional
Julie Maisongrosse werd in 2010 professional. Aan het einde van dat jaar stond zij nummer 79 op de Oreder of MErit.

### Gewonnen
LETAS Tour
- 2011: Dinard Ladies Open (197, -13)